# Isaiah Whitehead
Isaiah Whitehead (Brooklyn, Nova York, 8 de març de 1995) és un jugador de bàsquet estatunidenc. Amb 1,96 metres d'alçada, juga en la posició de base.